# ДеКончини, Деннис
Деннис Уэбстер ДеКончини (родился 8 мая 1937) — американский политик-демократ и бывший сенатор США от Аризоны.

## Биография
Сын бывшего судьи Аризонского Верховного Суда Эво Антона ДеКончини. Он представлял Аризону в Сенате США с 1977 года до 1995 года. С момента выхода Денниса на пенсию, ни один другой демократ из Аризоны не был избран в качестве сенатора Соединенных Штатов.
Участник войны во Вьетнаме.
ДеКончини является членом Совета директоров Международного центра по делам пропавших и эксплуатируемых детей (ICMEC), международной некоммерческой организации, которая борется против сексуальной эксплуатации детей, детской порнографии  и похищения детей.

## Книги
- Senator Dennis DeConcini: From the Center of the Aisle by Dennis DeConcini & Jack L. August Jr., (University of Arizona Press February 1, 2006) ISBN 978-0-8165-2569-0